# Ben Burr-Kirven
Ben Burr-Kirven (* 8. September 1997 in Menlo Park, Kalifornien) ist ein ehemaliger US-amerikanischer American-Football-Spieler auf der Position des Linebackers. Er spielte für die Seattle Seahawks in der National Football League (NFL).

## Karriere
Burr-Kirven spielte von 2015 bis 2018 für die Washington Huskies an der University of Washington College Football. In seiner ersten Saison spielte er in zwölf von 13 Spielen. Er wurde zum besten Special-Teams-Spieler der Huskies gewählt. 2016 spielte er in allen Spielen. Als Junior spielte er in allen 13 Spielen, acht davon als Starter. Er wurde ins second-team All-Pac-12 gewählt. 2018 startete er in allen 14 Spielen, in denen er eine landesweite Bestmarke von 176 Tackles erzielte. Er wurde dafür ins first-team All-Pac-12, Pat Tillman Pac-12 Defensive Player of the Year und zum first-team All-American gewählt.
Im NFL Draft 2019 wurde Burr-Kirven als 142. Spieler in der fünften Runde von den Seattle Seahawks ausgewählt. Er spielte in der Saison 2019 in allen 16 Spielen, wobei er vor allem als Special-Teams-Spieler auftrat. Er konnte acht Special-Team-Tackles verzeichnen.
In der Vorbereitung zur Saison 2021 riss er sich das Kreuzband und verpasste damit die komplette Saison. Am 26. Juli 2022 wurde er dann aufgrund eines nicht bestandenen Medizinchecks gewaived. Er verbrachte daher die gesamte Saison 2022 auf der Reserve/Physically-Unable-to-Perform-Liste. Im März 2023 wurde er schließlich entlassen, jedoch im Juli wiederverpflichtet. Im Rahmen der Kaderverkleinerung auf 53 Spieler vor Beginn der Regular Season wurde Burr-Kirven von den Seahawks schließlich Ende August 2023 entlassen.